# Prudencio (nombre)
Prudencio es un nombre propio de origen latino. De Prudens prudente, juicioso, el que prevé o sabe por anticipado.
Como apellido, sus raíces se encuentran en Caesaraugusta (Zaragoza, Hispania) desde hace siglos. En la comunidad autónoma de Aragón, a orillas del río Ebro, todavía existen los cimientos de lo que fue el palacio de Aurelio Clemente Prudencio. El poeta nació en el siglo IV y fue el primero en llevar este apellido.